# Cymopterus panamintensis
Cymopterus panamintensis là một loài thực vật có hoa trong họ Hoa tán. Loài này được J.M.Coult. & Rose ex Coville mô tả khoa học đầu tiên năm 1895.